# مهمانی مجردی

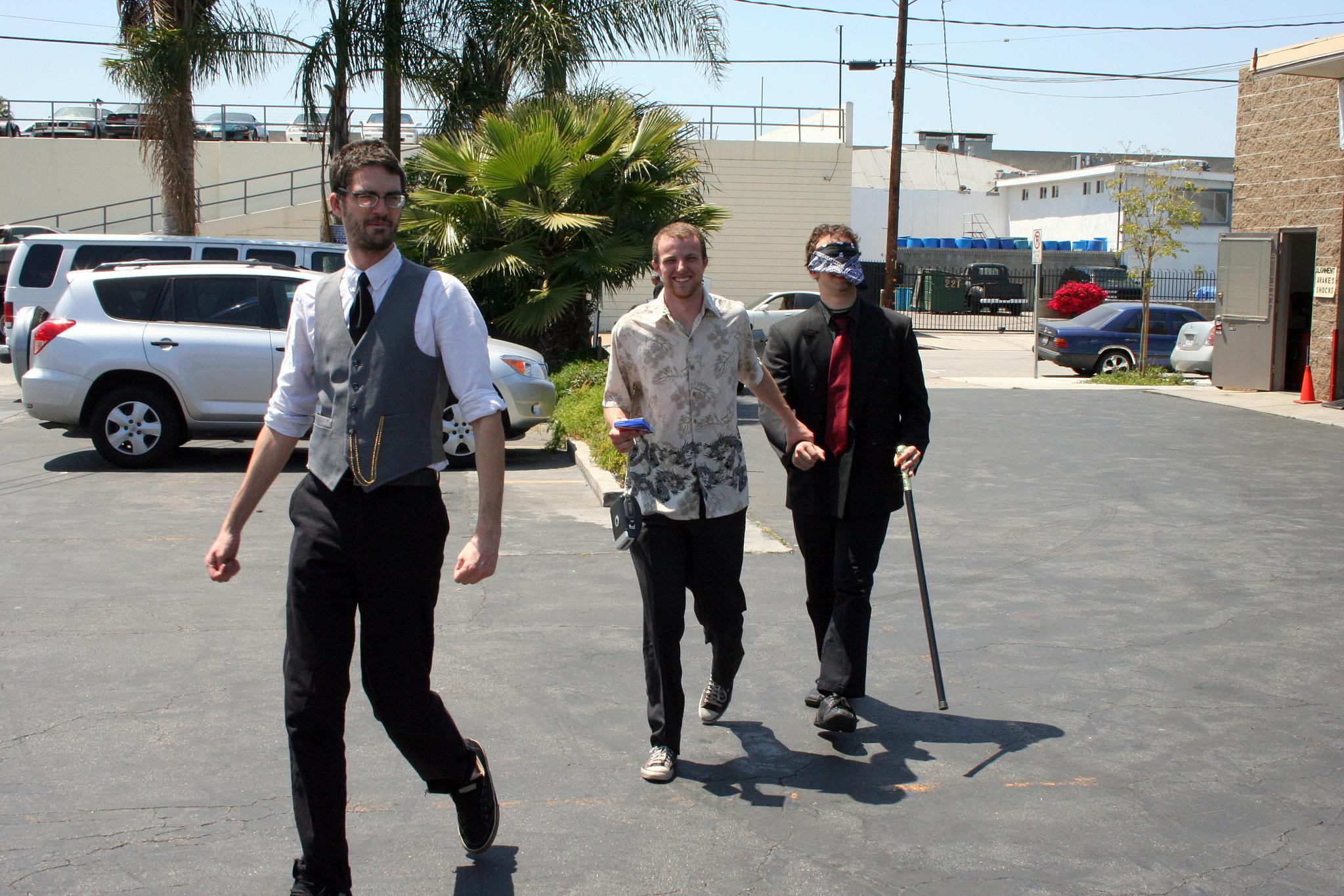
دامادی که به مهمانی مجردی خود هدایت می‌شود

مِهمانیِ مُجَرَّدی/عُزوبَت/بی‌زَنی (انگلیسی: Bachelor party) که به عنوان شب مردانه (stag night) نیز شناخته می‌شود، یک مهمانی است که توسط یا برای مردی که در آستانهٔ ازدواج است برگزار می‌شود.
مهمانی مجردی به‌طور سنتی بزمی به میزبانی پدر داماد بود که شامل یک نوش به سلامتی داماد و عروس می‌شد. از دهه ۱۹۸۰ برخی از مهمانی‌های مجردی در ایالات متحده در مقاصد خارجی برگزار شدند یا با شرکت زنانی همچون رقاصان برهنه (استریپرها) یا پیشکاران با بالاتنهٔ برهنه همراه گشتند.
مهمانی مجردی بیشتر به دست دوست یا برادر داماد برنامه‌ریزی می‌شود یا گاه یک شرکت برنامه‌ریزی مهمانی مجردی آن را به عهده می‌گیرد. رویدادی معادل برای عروس آینده به عنوان مهمانی دوشیزه (Bachelorette party) یا شب زنانه برگزار می‌شود.

## در ایالات متحده
در ایالات متحده، لاس وگاس هم مقصد مهمانی مجردی و هم محل برگزاری خود عروسی است. امروزه به‌طور فزاینده‌ای «سفرهای مهمانی مجردی» جایگزین شب‌های معمولی می‌شوند و آمریکایی‌ها به لاس وگاس، میامی، نشویل یا مکزیک سفر می‌کنند.
مهمانی‌های مجردی در ایالات متحده به‌طور کلیشه‌ای همراه با نوشیدن الکل فراوان و گماشتن یک رقصنده است که عروس ممکن است واکنش مثبتی به آن نداشته باشد. در واقع ویژگی بارز مهمانی مجردی حضور نداشتن عروس است. جشن‌های مجردی به‌طور کلی نماد آخرین باری است که داماد از نفوذ همسر/شریک جدیدش رها شده‌است.